# مارتن أ. مارتن
مارتن أ. مارتن (بالإنجليزية: Martin A. Martin)‏ هو محامي أمريكي، ولد في 24 يوليو 1910 في مقاطعة بيتيسيلفانيا في الولايات المتحدة، وتوفي في 27 أبريل 1963.